# Albert D’Souza
Albert D’Souza (ur. 4 sierpnia 1945 w Moodubelle) – indyjski duchowny katolicki, arcybiskup Agry w latach 2007–2020.

## Życiorys
Święcenia kapłańskie otrzymał 8 grudnia 1974.

## Episkopat
21 listopada 1992 został mianowany biskupem diecezji Lucknow. Sakry biskupiej udzielił mu 7 lutego 1993 ówczesny nuncjusz apostolski w Indiach – arcybiskup Georg Zur.
16 lutego 2007 papież Benedykt XVI mianował go arcybiskupem Agra. W latach 2012-2016 był sekretarzem generalnym Biskupiej Konferencji Indii (CBCI).
12 listopada 2020 papież Franciszek przyjął jego rezygnację z pełnionej funkcji.